# Analisi della regressione
L'analisi della regressione è una tecnica usata per analizzare una serie di dati che consistono in una variabile dipendente e una o più variabili indipendenti. Lo scopo è stimare un'eventuale relazione funzionale esistente tra la variabile dipendente e le variabili indipendenti. La variabile dipendente nell'equazione di regressione è una funzione delle variabili indipendenti più un termine d'errore. Quest'ultimo è una variabile casuale e rappresenta una variazione non controllabile e imprevedibile nella variabile dipendente. I parametri sono stimati in modo da descrivere al meglio i dati. Il metodo più comunemente utilizzato per ottenere le migliori stime è il metodo dei "minimi quadrati" (OLS), ma sono utilizzati anche altri metodi.
Il data modeling può essere usato senza alcuna conoscenza dei processi sottostanti che hanno generato i dati; in questo caso il modello è un modello empirico. Nella modellizzazione, inoltre, non è richiesta la conoscenza della distribuzione di probabilità degli errori. L'analisi della regressione richiede ipotesi riguardanti la distribuzione di probabilità degli errori. Test statistici vengono effettuati sulla base di tali ipotesi. Nell'analisi della regressione il termine "modello" comprende sia la funzione usata per modellare i dati che le assunzioni concernenti la distribuzione di probabilità.
L'analisi della regressione può essere usata per effettuare previsioni (ad esempio per prevedere dati futuri di una serie temporale), inferenza statistica, per testare ipotesi o per modellare delle relazioni di dipendenza. Questi usi della regressione dipendono fortemente dal fatto che le assunzioni di partenza siano verificate. L'uso dell'analisi della regressione è stato criticato in diversi casi in cui le ipotesi di partenza non possono essere verificate. Un fattore che contribuisce all'uso improprio della regressione è che richiede più competenze per criticare un modello che per adattarlo.

## Storia
La prima forma di regressione fu il metodo dei minimi quadrati, pubblicato da Legendre nel 1805, e da Gauss nel 1809. Il termine “minimi quadrati” deriva dall'espressione francese usata da Legendre, moindres carrés. Tuttavia, Gauss affermò di essere a conoscenza di questo metodo fin dal 1795.
Legendre e Gauss applicarono entrambi il metodo al problema di determinare, a partire da osservazioni astronomiche, l'orbita dei pianeti attorno al Sole. Già Eulero aveva lavorato sullo stesso problema, intorno al 1748, ma senza successo. Gauss pubblicò un ulteriore sviluppo della teoria dei minimi quadrati nel 1821, includendo una versione del teorema di Gauss-Markov.
Il termine "regressione" venne coniato nel XIX secolo per descrivere il fenomeno biologico per il quale la progenie di individui eccezionali tende in genere ad essere meno eccezionale dei propri genitori e più simile ai loro avi più distanti. Francis Galton, un cugino di Charles Darwin, studiò questo fenomeno e usò i termini, vagamente fuorvianti, di "regressione verso il centro" e "regressione verso la media". Per Galton la regressione aveva solo questo significato biologico, ma il suo lavoro venne in seguito esteso da Udny Yule e Karl Pearson in un contesto statistico più generale. Oggi il termine "regressione" viene spesso usato come sinonimo di "curva intercetta dei minimi quadrati".

## Presupposti
- Il campione deve essere rappresentativo della popolazione per la quale si vuole effettuare la previsione.
- La variabile dipendente è soggetta ad errore. Tale errore si assume sia una variabile casuale, con media zero. L'errore sistematico può essere presente ma il suo trattamento esula dallo scopo dell'analisi della regressione.
- Le variabili indipendenti non hanno errore. Se così non fosse, la modellizzazione dovrebbe essere fatta usando le tecniche errors-in-variables.
- Le variabili predittive devono essere linearmente indipendenti, ossia non deve essere possibile esprimere un qualunque predittore come combinazione lineare degli altri. Vedi multicollinearità.
- Gli errori sono incorrelati, ossia, la matrice di varianza e covarianza degli errori è diagonale e ogni elemento non-nullo è la varianza dell'errore.
- La varianza dell'errore è costante (omoschedasticità). In caso contrario, si deve utilizzare il metodo dei minimi quadrati pesati, o altri metodi.
- Gli errori seguono una distribuzione normale. Altrimenti, dovrebbe essere usato il modello lineare generalizzato.

Queste condizioni sono sufficienti (ma non tutte necessarie) perché lo stimatore dei minimi quadrati goda di buone proprietà. In particolare queste assunzioni implicano che lo stimatore sia non distorto, consistente ed efficiente nella classe degli stimatori lineari non distorti. Molte di queste assunzioni possono essere rilassate in analisi più avanzate.

## Regressione lineare
Nella regressione lineare, il modello assume che la variabile dipendente, {\displaystyle y_{i}} sia una combinazione lineare dei parametri (ma non è necessario che sia lineare nella variabile indipendente). Ad esempio, nella regressione lineare semplice con {\displaystyle N} osservazioni ci sono una variabile indipendente: {\displaystyle x_{i}}, e due parametri, {\displaystyle \beta _{0}} e {\displaystyle \beta _{1}}:
{\displaystyle y_{i}=\beta _{0}+\beta _{1}x_{i}+\varepsilon _{i},\quad i=1,\ldots ,N.}
Nella regressione lineare multipla, ci sono più variabili indipendenti o funzioni di variabili indipendenti. Ad esempio, aggiungendo un termine in {\textstyle x_{i}^{2}} alla regressione precedente si ottiene:
{\displaystyle y_{i}=\beta _{0}+\beta _{1}x_{i}+\beta _{2}x_{i}^{2}+\varepsilon _{i},\ i=1,\ldots ,N.}
Si tratta ancora di una regressione lineare: sebbene l'espressione sulla destra sia quadratica nella variabile indipendente {\displaystyle x_{i}}, è comunque lineare nei parametri {\displaystyle \beta _{0}}, {\displaystyle \beta _{1}} e {\displaystyle \beta _{2}.}
In entrambi i casi, {\displaystyle \varepsilon _{i}} è un termine di errore e l'indice {\displaystyle i} identifica una particolare osservazione. Dato un campione casuale della popolazione, stimiamo i parametri della popolazione e otteniamo il modello di regressione lineare semplice:
{\displaystyle y_{i}={\widehat {\beta }}_{0}+{\widehat {\beta }}_{1}X_{i}+e_{i}.}
Il termine {\displaystyle e_{i}} è il residuo, {\displaystyle e_{i}=y_{i}-{\widehat {y}}_{i}}. Un metodo di stima è quello dei minimi quadrati ordinari. Questo metodo ottiene le stime dei parametri che minimizzano la somma dei quadrati dei residui, SSE:
{\displaystyle SSE=\sum _{i=1}^{N}e_{i}^{2}.}
La minimizzazione di questa funzione risulta essere un sistema di equazioni normali, un insieme di equazioni lineari simultanee nei parametri, che vengono risolte per trovare le stime dei parametri, {\displaystyle {\widehat {\beta }}_{0},{\widehat {\beta }}_{1}}. Vedi coefficienti di regressione per informazioni sulle proprietà statistiche di tali stimatori.

Illustrazione della regressione lineare su un insieme di dati (punti rossi).

Nel caso della regressione semplice, le formule per le stime dei minimi quadrati sono 
{\displaystyle {\widehat {\beta _{1}}}={\frac {\sum (x_{i}-{\bar {x}})(y_{i}-{\bar {y}})}{\sum (x_{i}-{\bar {x}})^{2}}}} e {\displaystyle {\hat {\beta _{0}}}={\bar {y}}-{\widehat {\beta _{1}}}{\bar {x}}}
dove {\displaystyle {\bar {x}}} è la media (media) dei valori {\displaystyle x} e {\displaystyle {\bar {y}}} è la media dei valori {\displaystyle y}.
Sotto l'ipotesi che il termine di errore della popolazione abbia una varianza costante, la stima di quella varianza è data da:
{\displaystyle {\hat {\sigma _{\varepsilon }}}={\sqrt {\frac {SSE}{N-2}}}}
Questo è la radice dell'errore quadratico medio (RMSE) della regressione. 
Gli errori standard delle stime dei parametri sono dati da
{\displaystyle {\hat {\sigma }}_{\beta _{0}}={\hat {\sigma }}_{\varepsilon }{\sqrt {{\frac {1}{N}}+{\frac {{\bar {x}}^{2}}{\sum (x_{i}-{\bar {x}})^{2}}}}}}
{\displaystyle {\hat {\sigma }}_{\beta _{1}}={\hat {\sigma }}_{\varepsilon }{\sqrt {\frac {1}{\sum (x_{i}-{\bar {x}})^{2}}}}.}
Sotto l'ulteriore ipotesi che il termine di errore della popolazione abbia distribuzione normale, il ricercatore può usare questi errori standard stimati per creare intervalli di confidenza e condurre test d'ipotesi sui parametri della popolazione.

### La regressione multipla
Nel più generale modello di regressione multipla, ci sono {\displaystyle p} variabili indipendenti:
{\displaystyle y_{i}=\beta _{0}+\beta _{1}x_{1i}+\cdots +\beta _{p}x_{pi}+\varepsilon _{i}.}
Le stime dei parametri dei minimi quadrati sono ottenute da {\displaystyle p} equazioni normali. Il residuo può essere scritto come
{\displaystyle e_{i}=y_{i}-{\hat {\beta }}_{0}-{\hat {\beta }}_{1}x_{1}-\cdots -{\hat {\beta }}_{p}x_{p}.}
Le equazioni normali sono
{\displaystyle \sum _{i=1}^{n}\sum _{k=1}^{p}X_{ij}X_{ik}{\hat {\beta }}_{k}=\sum _{i=1}^{n}X_{ij}y_{i},\ j=1,...,p}
In notazione matriciale, le equazioni normali sono scritte come
{\displaystyle \mathbf {\left(X^{T}X\right){\hat {\boldsymbol {\beta }}}=X^{T}y} .}

### Analisi di bontà del modello
Una volta costruito un modello di regressione, è importante confermare la bontà di adattamento del modello e la significatività statistica dei parametri stimati. I controlli della bontà di adattamento comunemente usati includono l'indice R-quadro, analisi dei residui e test di ipotesi. La significatività statistica è verificata con un test F dell'adattamento globale, seguito da t-test per ogni singolo parametro.
L'interpretazione di questi test dipende fortemente dalle assunzioni sul modello. Nonostante l'analisi dei residui sia usata per determinare la bontà di un modello, i risultati dei test-T e dei test-F sono difficili da interpretare nel caso in cui le assunzioni di partenza non siano soddisfatte. Ad esempio, se la distribuzione degli errori non è normale, può accadere che in campioni di numerosità ridotta le stime dei parametri non seguano una distribuzione normale, cosa che complica l'inferenza. Per grandi campioni, il teorema del limite centrale permette di effettuare i test usando un'approssimazione asintotica delle distribuzioni.

### Regressione per variabili discrete: i modelli lineari generalizzati
La variabile risposta può essere non continua. Per le variabili binarie (zero/uno), si può procedere con un particolare tipo di modello lineare linear probability model. Se si usa un modello non-lineare i modelli più utilizzati sono il probit e il modello logit. Il modello probit multivariato rende possibile stimare congiuntamente la relazione tra più variabili binarie dipendenti e alcune variabili indipendenti. Per variabili categoriche con più di due valori si utilizza il modello logit multinomiale. Per variabili ordinali con più di due valori, si utilizzano i modelli logit cumulativo e probit cumulativo. Un'alternativa a tali procedure è la regressione lineare basata su polychoric o polyserial correlazioni tra le variabili categoriche. Tali procedure differiscono nelle ipotesi fatte sulla distribuzione delle variabili nella popolazione. Se la variabile rappresenta una ripetizione di un evento nel tempo, è positiva e con poche realizzazioni ("eventi rari"), si possono utilizzare modelli di Poisson o binomiale negativa.

### Interpolazione e estrapolazione
I modelli di regressione predicono una variabile {\displaystyle y} partendo dai valori di altre variabili {\displaystyle x}. Se i valori della previsione sono compresi nell'intervallo dei valori delle variabili {\displaystyle x} utilizzate per la costruzione del modello si parla di interpolazione. Se i valori escono dal range delle variabili esplicative si parla di estrapolazione. In questo caso la previsione diventa più rischiosa.

## Regressione non lineare
Quando la funzione del modello non è lineare nei parametri la somma dei quadrati deve essere minimizzata da una procedura iterativa.

## Altri metodi
Sebbene i parametri di un modello di regressione siano di solito stimati usando il metodo dei minimi quadrati, altri metodi includono:
- metodi Bayesiani, per esempio la regressione lineare Bayesiana;
- minimizzazione delle deviazioni assolute, che porta alla regressione dei quantili;
- regressione non parametrica, tale approccio richiede un ampio numero di osservazioni, poiché i dati sono usati sia per costruire la struttura del modello che per stimare i parametri del modello. Normalmente richiedono un elevato sforzo computazionale.

## Software
Tutti i principali pacchetti statistici eseguono i tipi comuni di analisi di regressione correttamente e in modo semplice. La regressione lineare semplice può essere fatta in alcuni fogli elettronici. C'è una quantità di programmi che esegue forme specializzate di regressione, e gli esperti possono scegliere di scrivere il loro proprio codice per usare linguaggi di programmazione statistica o software per analisi numerica.